# Aq Qoyunlu
Aq Qoyunlu hoặc Ak Koyunlu, còn gọi là Turkoman Cừu trắng (tiếng Ba Tư: آق‌ قویونلو Āq Quyūnlū, còn được gọi là Bayanduriyye), là một liên minh bộ lạc người Ba Tư  Sunni  Turkoman  cai trị các bộ phận của Đông Thổ ngày nay 1378 đến 1501, và trong những thập kỷ cuối cùng của họ cũng cai trị Armenia, Azerbaijan, hầu hết Iran và Iraq.

## Lịch sử
Theo biên niên sử từ Đế quốc Byzantine, Aq Qoyunlu lần đầu tiên được chứng thực ở quận Bayburt phía nam dãy núi Pontic từ ít nhất là vào những năm 1340, và một số nhà lãnh đạo của họ, bao gồm cả người sáng lập triều đại, Qara Osman, và đã cưới công chúa Byzantine.
Aq Qoyunlu Turkomans lần đầu tiên giành được đất vào năm 1402, khi Timur cấp cho họ toàn bộ vùng Diyar Bakr ở Thổ Nhĩ Kỳ ngày nay. Trong một thời gian dài, Aq Qoyunlu không thể mở rộng lãnh thổ của mình, vì đối thủ Kara Koyunlu hay"Black Sheep Turkomans"đã kềm giữ họ. Tuy nhiên, điều này đã thay đổi với sự cai trị của Uzun Hasan, người đã đánh bại thủ lĩnh Black Sheep Turkoman Jahān Shāh vào năm 1467.
Sau thất bại của một thủ lĩnh Timurid, Abu Sa'id Mirza, Uzun Hasan đã có thể chiếm Baghdad cùng với các vùng lãnh thổ quanh Vịnh Ba Tư. Ông mở rộng sang Iran ở tận phía đông như Khorasan. Tuy nhiên, trong khoảng thời gian này, Đế chế Ottoman đã tìm cách mở rộng về phía đông, một mối đe dọa nghiêm trọng đã buộc Aq Qoyunlu phải liên minh với Karamanids ở trung tâm Anatolia.
Ngay từ năm 1464, Uzun Hasan đã yêu cầu viện trợ quân sự từ một trong những kẻ thù mạnh nhất của Đế chế Ottoman, Venice. Bất chấp lời hứa của Venice, viện trợ này không bao giờ đến và kết quả là, Uzun Hassan đã bị Ottoman đánh bại trong Trận Otlukbeli năm 1473,  mặc dù thất bại này không phá hủy được Aq Qoyunlu.
Khi Uzun Hasan qua đời vào đầu năm 1478, ông được con trai Khalil Mirza kế vị, nhưng sau đó đã bị đánh bại bởi một liên minh dưới quyền em trai Ya'qub tại Trận Khoy vào tháng Bảy.
Ya'qub, người trị vì từ năm 1478 đến 1490, đã duy trì triều đại lâu hơn. Tuy nhiên, trong bốn năm đầu tiên trị vì của ông, có bảy người giả danh ngai vàng phải bị đặt xuống. Sau cái chết của Ya'qub, cuộc nội chiến lại nổ ra, Aq Qoyunlus tự hủy diệt từ bên trong và họ không còn là mối đe dọa đối với hàng xóm. Safavids ban đầu, những người theo lệnh của tôn giáo Safaviyya, bắt đầu phá hoại sự trung thành của Aq Qoyunlu. Safavids và Aq Qoyunlu đã gặp nhau trong trận chiến ở thành phố Nakhchivan năm 1501 và lãnh đạo Safavid Ismail I đã buộc Aq Qoyunlu phải rút lui.
Trong cuộc rút lui khỏi Safavids, lãnh đạo Aq Qoyunlu Alwand đã phá hủy một nhà nước tự trị của Aq Qoyunlu ở Mardin. Nhà lãnh đạo Aq Qoyunlu cuối cùng, Murad, anh trai của Alwand, cũng bị đánh bại bởi cùng một nhà lãnh đạo Safavid. Mặc dù Murād đã nhanh chóng thành lập tại Baghdad vào năm 1501, nhưng ông đã sớm rút lui về Diyar Bakr, báo hiệu sự kết thúc của thời đại Aq Qoyunlu.